# James Bowman Lindsay
Pour les articles homonymes, voir James Lindsay (homonymie) et Lindsay.
James Bowman Lindsay (8 septembre 1799 - 29 juin 1862) est né au village de Carmyllie dans la région d'Angus en Écosse. Ses parents étaient John Lindsay (ouvrier agricole) et Elizabeth Bowman. Il fut responsable de plusieurs inventions, qui ne furent développées que bien longtemps après sa mort, comme l'ampoule électrique, la télégraphie sous-marine et le soudage à l'arc électrique. Les revendications sur ses découvertes sont mal documentées.

## Biographie
James Lindsay commença à apprendre à utiliser le métier à tisser et, par moments, il délaissait cette occupation pour celle plus agréable de la charrue. En prenant sur son temps de loisir pour lire, il acquit une connaissance alors jugée considérable, et commença à aspirer à une éducation universitaire, qu'il obtint à l'Université de St Andrews. L'étude des langues, ainsi que de sujets scientifiques plus abstrus, occupaient la majeure partie de son attention, et il s'y appliquait avec toute sa passion pour le savoir. En 1841, il fut nommé enseignant à la prison de Dundee et garda ce poste jusqu'en 1858. Durant tout ce temps, il sortit à peine de sa maison, en dehors du trajet vers la prison. Une partie de son travail sur les expériences liées aux phénomènes électriques fut découverte par ses amis ; il avait découvert seul et sans aide le principe du système actuel de télégraphie sous-marine, en même temps que Samuel Morse ou Charles Wheatstone, voire avant.
Immédiatement après l'adoption du télégraphe, Lindsay s'intéressa à envoyer des messages de l'autre côté des eaux en utilisant des câbles électriques isolés. Après plusieurs essais sur les mares et étendues d'eau de son voisinage, il réussit à établir les principes de communication électrique avec des câbles isolés submergés. Il ne s'arrête pas là : ses expériences lui insufflèrent l'espoir de transmettre des messages au-delà des mers sans câble. Après ses achats de base, toutes ses économies étaient dirigées vers l'acquisition d'ouvrages philologiques, scientifiques et philosophiques. Avec un salaire qui n'excéda par 50 £, il rassembla une librairie de travaux rares estimés par les experts entre 1 300 £ et 1 500 £. Cependant, il fut assisté plusieurs fois par des amis intéressés par sa démarche, en particulier le Comte de Lindsay ; le dernier cadeau reçu par le comte fut une splendide copie des travaux de Confucius d'après l'original. James Lindsay publia ce qui peut être vu comme le prélude à la grande œuvre pour laquelle il s'était dévoué : The Pentecontaglossal Paternoster, une traduction de prières pour le Seigneur en 50 langues,.
En juillet 1835, il fit la démonstration d'une lumière constante fournie par une ampoule électrique lors d'une assemblée publique à Dundee (Écosse). Il aurait déclaré pouvoir "lire un livre à presque un demi-mètre". 
Son corps repose au Western Cemetary à Dundee, où un monument fut érigé en forme d'obélisque en 1901 grâce aux souscriptions publiques. Il ne se maria jamais.